# Catharsius coptorhinaformis
Catharsius coptorhinaformis là một loài bọ cánh cứng trong họ Bọ hung (Scarabaeidae).